# (149348) 2002 VS130
2002 في أس 130 (ويعرف أيضًا باسم (149348) 2002 في أس 130 وفق تسمية الكوكب الصغير) (بالإنجليزية: 2002 VS130)‏ هو كويكب ضمن حزام الكويكبات؛ وترتيبه 149348 من حيث الاكتشاف.
اكتُشف هذا الجُرم الفلكي بواسطة مارك ويليام بوي في 7 نوفمبر 2002.

## وصلات خارجية
- (149348) 2002 VS130 في قاعدة بيانات مختبر الدفع النفاث لأجرام النظام الشمسي الصغيرة

- الاكتشاف · مخطط المدار ·  العناصر المدارية · المعلمات المادية

- (149348) 2002 VS130 على موقع ويكي سكاي: DSS2, SDSS, GALEX, IRAS, Hydrogen α, X-Ray, Astrophoto, Sky Map, Articles and images